# Elecciones municipales de 2019 en Santa Fe
Las elecciones municipales de 2019 se celebraron en Santa Fe el 26 de mayo de acuerdo con el Real Decreto de convocatoria de elecciones locales en España dispuesto el 1 de abril de 2019 y publicado en el Boletín Oficial del Estado el día 2 de abril. Se eligieron los 17 concejales del pleno del Ayuntamiento de Santa Fe mediante un sistema proporcional con listas cerradas y un umbral electoral del 5%.

## Candidaturas
Las candidaturas fueron presentadas entre el 12 y el 22 de abril y fueron publicadas en el Boletín Oficial de la Provincia de Granada el 24 de abril. En total se presentaron 5 candidaturas: PSOE-A, Partido Popular, Ciudadanos, Izquierda Unida y Vox.

## Resultados
El Partido Socialista Obrero Español de Andalucía se alzó con la victoria al obtener 7 de los 17 concejales. Por su parte Partido Popular, Ciudadanos, Izquierda Unida y Vox se repartieron el resto de concejales obteniendo 4, 3, 2 y 1 concejales respectivamente.
| Candidatura     | Candidatura                                    | Votos  | %                              | Concejales                     |
| --------------- | ---------------------------------------------- | ------ | ------------------------------ | ------------------------------ |
|                 | Partido Socialista Obrero Español de Andalucía | 2794   | 38.55                          | 7                              |
|                 | Partido Popular                                | 1790   | 24.7                           | 4                              |
|                 | Ciudadanos                                     | 1327   | 18.31                          | 3                              |
|                 | Izquierda Unida-Santa Fe para la gente         | 814    | 11.23                          | 2                              |
|                 | Vox                                            | 473    | 6.53                           | 1                              |
| Votos en blanco | Votos en blanco                                | 50     | 0.69                           | -                              |
| Votos válidos   | Votos válidos                                  | 7248   | 100                            | 17                             |
| Votos nulos     | Votos nulos                                    | 153    | Participación \| \| 62.54 % \| | Participación \| \| 62.54 % \| |
| Votantes        | Votantes                                       | 7401   | Participación \| \| 62.54 % \| | Participación \| \| 62.54 % \| |
| Electores       | Electores                                      | 11 834 | Participación \| \| 62.54 % \| | Participación \| \| 62.54 % \| |
|                 | 62.54 %                                        |        |                                |                                |

## Concejales Electos
| N.º | Nombre                           | Lista | Lista |
| --- | -------------------------------- | ----- | ----- |
| 1   | Manuel Alberto Gil Corral        |       | PSOE  |
| 2   | Juan Cobo Ortiz                  |       | PP    |
| 3   | Patricia Carrasco Flores         |       | PSOE  |
| 4   | María Isabel Leyva Teruel        |       | Cs    |
| 5   | Miguel Iván Canalejo             |       | PSOE  |
| 6   | Francisco Javier Valencia Jordán |       | PP    |
| 7   | Juan Andrés García Poza          |       | IU    |
| 8   | Juan Manuel Aponte Maestre       |       | PSOE  |
| 9   | José Manuel Tapia Ramos          |       | Cs    |
| 10  | Miguel Jesús Rodríguez Romero    |       | PP    |
| 11  | Inmaculada Navarro Isla          |       | PSOE  |
| 12  | Silvia Clara Enríquez Gallego    |       | Vox   |
| 13  | Carlos Alberto Marcos Martín     |       | PSOE  |
| 14  | Susana Leyva Pérez               |       | PP    |
| 15  | Javier González Gámez            |       | Cs    |
| 16  | Marta Cortés Martínez            |       | IU    |
| 17  | Susana Isabel Fraga Navarro      |       | PSOE  |

## Desarrollo de la legislatura

### Investidura del alcalde
La ley electoral municipal española estableció una cláusula que declara que, si ningún candidato a alcalde consigue reunir una mayoría absoluta de votos de los concejales del pleno en la sesión constitutiva de la nueva corporación para ser elegido para el cargo, el candidato de la mayoría del partido más votado sería automáticamente elegido para este.
El 15 de junio de 2019 se constituyó el ayuntamiento para el período 2019-2023 y Manuel Gil Corral revalidó el cargo de Alcalde de Santa Fe con los votos del PSOE-A. Por su parte el resto de partidos votó a su propio candidato.

### Junta de Gobierno
| Concejal                         | Partido político | Área Municipal |
| -------------------------------- | ---------------- | --- |
| Manuel Alberto Gil Corral        | PSOE-A           | Alcalde-Presidente |
| Miguel Iván Canalejo Fernández   | PSOE-A           | Primer Teniente de Alcalde Concejal de Recursos Humanos y Formación, Patrimonio y Contratación, Urbanismo, Obras Públicas e Infraestructuras, Medio Ambiente y Sostenibilidad, Desarrollo Económico Local y Proyectos Estratégicos y Nuevas Tecnologías |
| Patricia Carrasco Flores         | PSOE-A           | Segunda Teniente de Alcalde Concejala de Economía y Hacienda, Hermanamientos, Cultura, Deportes y Salud |
| Inmaculada Navarro Isla          | PSOE-A           | Concejala de Políticas Activas de Empleo, Políticas Sociales y Convivencia |
| Juan Aponte Maestre              | PSOE-A           | Concejal de Gobernación y Mantenimiento |
| Carlos Alberto Marcos Martín     | PSOE-A           | Concejal de Presidencia, Comunicación, Turismo, Comercio, Fiestas, Educación y Participación Ciudadana |
| Susana Fraga Navarro             | PSOE-A           | Concejala Delegada de Igualdad y Juventud |
| Fuente: Ayuntamiento de Santa Fe |                  | |